# The Beat Festival
 (juillet 2024).
The Beat Festival - Urban Music Festival, est un festival de musiques urbaines ayant lieu à l'Arena de Genève le dernier samedi du mois de janvier, depuis 2017. Il s'agit du premier festival du genre en Suisse romande.
En 2021 et 2022, le Festival a également eu lieu à Neuchâtel, dans la patinoire du littoral, le dernier samedi de novembre. Les organisateurs annoncent en juin 2023 que l'événement ne vas pas se réitérer[source secondaire souhaitée].
Lors de sa septième édition genevoise le 27 janvier 2024, The Beat Festival donne rendez-vous à son public le 7 décembre 2024 à la Vaudoise aréna de Lausanne.
Il aurait également dû y avoir une édition le dernier samedi d'avril à Zurich, au Hallenstadion, en 2023, mais celle-ci a été reportée à 2024 en décembre 2022 et finalement annulée.

## Genève

### Édition 2017
La 1re édition de The Beat Festival s'est déroulée le samedi 28 janvier 2017, accueillant 5000 spectateurs,.
- SCH
- MHD
- Vald
- Bigflo & Oli
- Rae Sremmurd
- Superwak Clique (Makala, Slimka et Di-Meh)
- DJ Kosmo

### Edition 2018
La 2e édition s'est déroulée le samedi 27 janvier 2018 devant 8 500 spectateurs avec les artistes suivants :
- Damso
- Kaaris
- Lorenzo
- Sofiane
- Romeo Elvis
- Caballero & JeanJass
- Suicideboys

### Edition 2019
La 3e édition s'est déroulée le samedi 26 janvier 2019 avec quelques 7000 spectateurs. Programmation complète :
- PLK
- Vald
- Moha La Squale
- Columbine
- Dosseh
- Lord Esperanza
- Scarlxrd

### Edition 2020
La 4e édition s'est déroulée le samedi 25 janvier 2020. Elle a attiré 8 500 spectateurs avec les artistes suivants :
- Ninho
- Zola
- Koba LaD
- RK
- 13 Block
- IAMDDB

### Edition 2021
La 5e édition de The Beat Festival n'a pas lieu en raison de la pandémie de Covid-19. Elle aurait dû se dérouler le samedi 30 janvier 2021, puis le samedi 2 octobre 2021. Cinq des six artistes étaient connus.
- Niska
- Leto
- Bosh
- Heuss l'Enfoiré
- Maes

### Edition 2022
La 5e édition de The Beat Festival aurait finalement du se dérouler le samedi 29 janvier 2022, mais a été reportée au samedi 4 juin 2022 en raison de la pandémie de Covid-19,.
- Gazo
- Niska
- Oboy
- Freeze Corleone
- Luv Resval (en remplacement de PLK)
- Frenetik

### Edition 2023
La 6e édition de The Beat Festival s'est déroulée le samedi 28 janvier 2023 avec quelques 9000 spectateurs,
- Gazo
- Tiakola
- Josman
- Kerchak
- Maes (en remplacement de Djadja et Dinaz)
- Bu$hi

### Edition 2024
La 7e édition de The Beat Festival se déroule le samedi 27 janvier 2024. Voici les six artistes qui s'y sont produits.
- Booba
- Hamza
- Werenoi
- Leto
- Favé
- Slimka

## Lausanne

### Edition 2024
La première édition de The Beat Lausanne aura lieu à la Vaudoise aréna le 7 décembre 2024, avec :
- Kaaris
- Josman
- Maes
- Zamdane
- Luther
- JRK 19

## Neuchâtel

### Edition 2020
La 1re édition de The Beat Neuchâtel devait se dérouler le samedi 28 novembre 2020, puis a été reportée au samedi 15 mai 2021 en raison de la pandémie de Covid-19, et n'aura pas lieu avant l'automne,.
- Koba LaD
- Maes
- Hatik
- 47Ter
- Soolking

### Edition 2021
La 1re édition de The Beat Neuchâtel s'est finalement déroulée le samedi 27 novembre 2021, à guichets fermés (6 000 spectateurs). Programmation complète :
- Gazo
- SDM
- Koba LaD
- Maes
- Soso Maness

### Edition 2022
La 2e et dernière édition de The Beat Neuchâtel s'est déroulée le samedi 26 novembre 2022 avec 5000 spectateurs,.
- Tiakola
- Zola
- Ziak
- Vald
- Green Montana
- Ashe 22

## Zurich

### Edition 2023
La 1re édition de The Beat Zürich aurait dû se dérouler le samedi 29 avril 2023 avec entre autres Niska et Eaz & Xen, mais elle a été reportée à 2024 puis annulée pour des raisons économiques et des doutes sur le front de la billetterie.